# 현대 엑셀
현대 엑셀(Hyundai Excel)은 대한민국의 현대자동차가 만든 전륜구동 방식의 소형 승용차다. 포니의 후속 차종이며, 차명인 엑셀은 '우수한'과 '뛰어난'을 의미하는 '엑설런트(excellent)'의 줄임말이다. 시판된 지 30년이 지난 요즘 엑셀은 1세대와 2세대 모두 노후화로 인해 보기 상당히 힘들어졌다. 로터스 엑셀이랑 뷰익 엑셀과는 이름이 같을 뿐 관련이 없다.

## 1세대(X)

### 포니 엑셀/엑셀(1985년2월~1989년4월)

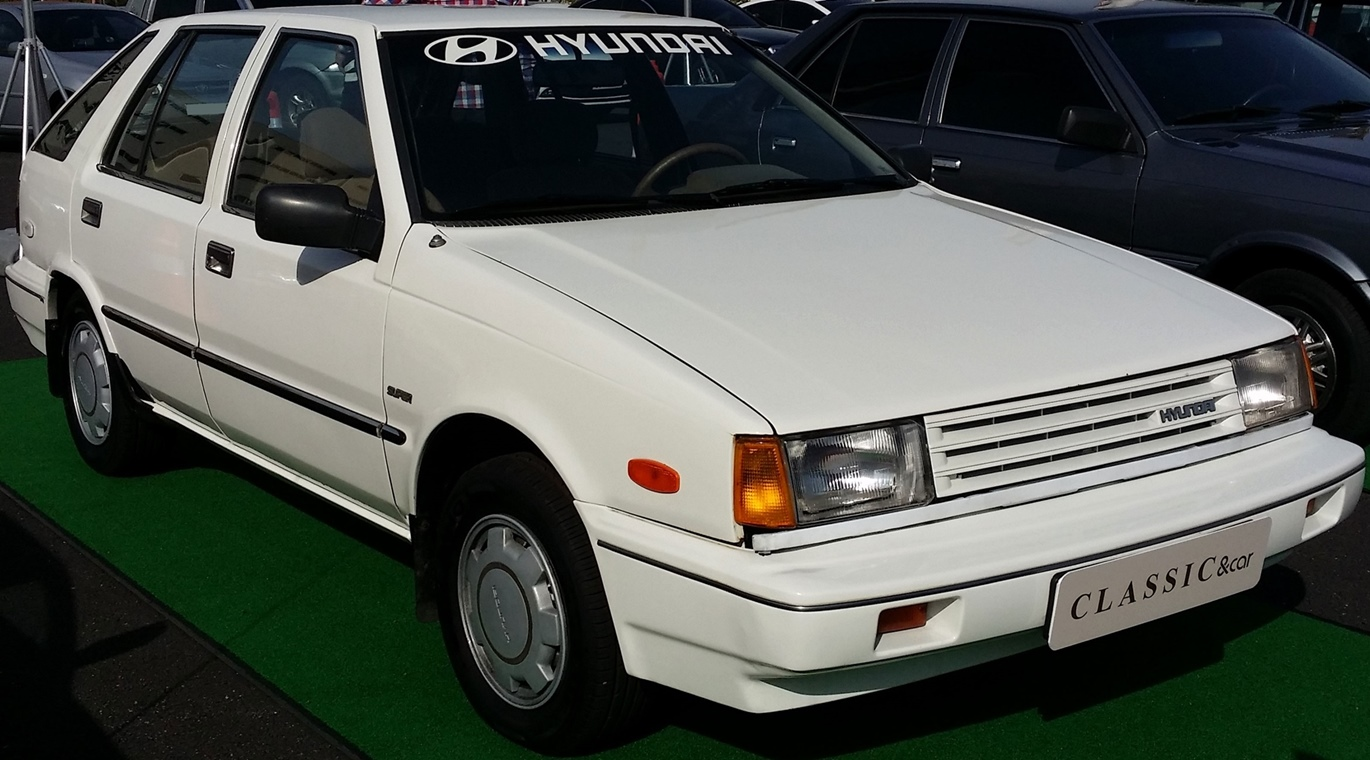
현대 엑셀 (5도어) 정측면

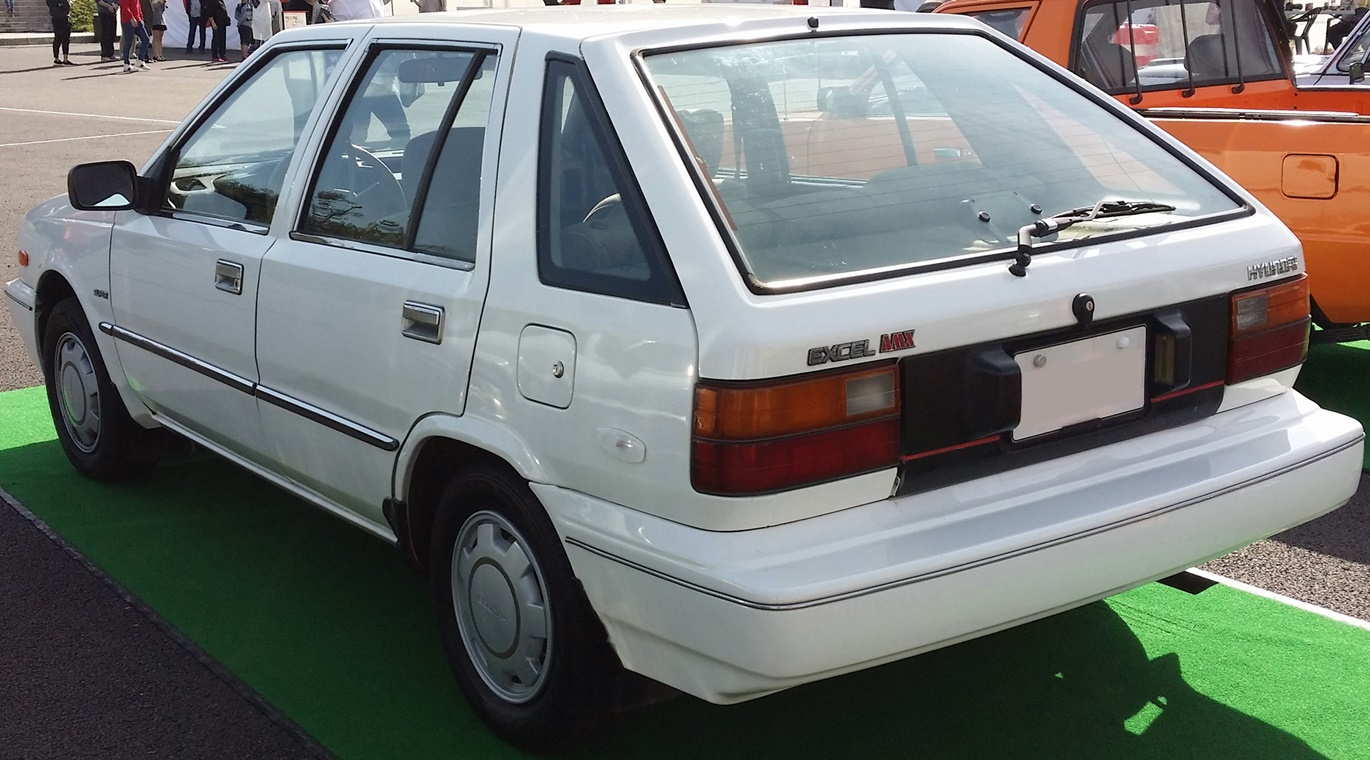
현대 엑셀 (5도어) 후측면

1985년 2월 8일에 기존 포니의 차명을 계승하며, '뛰어난 포니'라는 의미를 가진 포니 엑셀로 출시되었다. 그 당시까지의 가장 특별한 점으로는 대한민국에서 만들어진 승용차로는 최초로 전륜구동이었고, 본넷의 열리는 방향이 다른 승용차와는 반대 방향이었던 점이었다. 소형차로는 당시 고급 사양이던 타코미터 및 오토 리버스 카스테레오와 디지털 전자 시계가 장착되었고, 계기판에 도어가 열린 상태를 위치별로 파악할 수 있는 경고등을 기본으로 두었으며, 에어컨은 옵션이었다. 출시 당시에는 1.3 FX, 1.5 FX, 1.5 SUPER 등 3가지 트림이 있었다. 같은 해 7월 8일에는 5도어 해치백인 엑셀을 기반으로 만든 4도어 세단인 프레스토가 출시되었다. 1986년 1월에 현대자동차는 비로소 미국에 진출하며, 포니 엑셀과 프레스토를 엑셀이라는 차명으로 판매하였다. 미국 진출 첫 해에만 168,000여 대를 팔았을 만큼 큰 인기를 누렸고, 이 기록은 미국에 첫 진출한 자동차 회사 중에서도 현재까지 가장 높은 기록이다. 그러나 잦은 고장과 열악한 사후 처리로 인해서 반짝하던 인기는 식어 판매가 감소하였고, 현대자동차에 대한 이미지도 추락하였다. 1986년 9월에는 미국 판매 사양과 비슷한 AMX 트림이 추가됨과 동시에 포니 엑셀의 차명이 엑셀로 변경되었고, 3도어 해치백인 엑셀 스포트(이후 엑셀 스포티로 차명이 변경됨)가 선보였다. 3도어 해치백(엑셀 스포티)은 당시 현대자동차의 기술 제휴선이던 미쓰비시자동차공업에 OEM 공급되어 미국에서는 프레시스라는 차명으로도 판매되었다. 1988년 7월에는 프레스토를 포함해 생산 100만 대를 돌파하였다.
플립 프론트 타입 보닛을 장착했다.

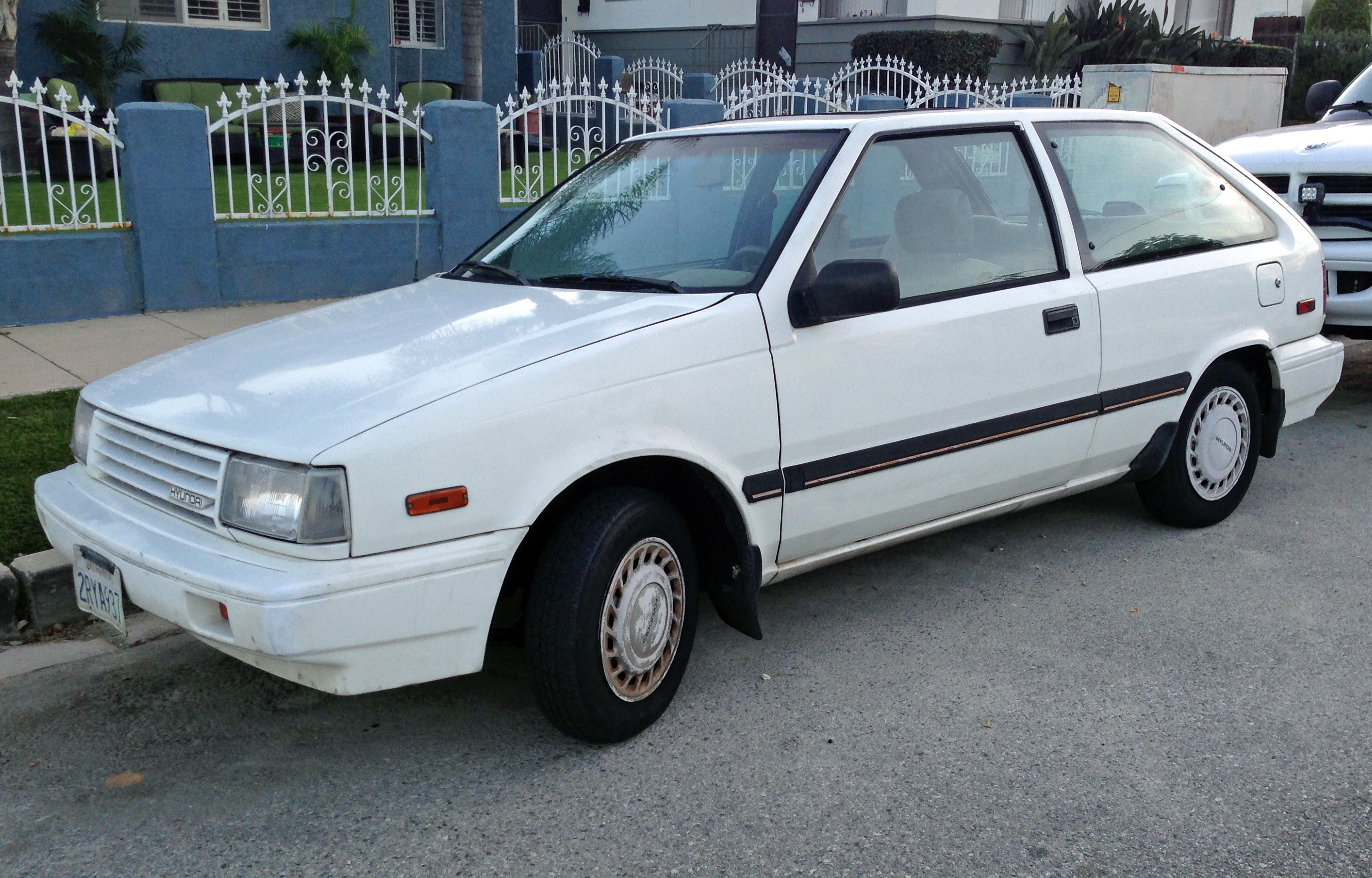
현대 엑셀 스포티 (3도어) 정측면
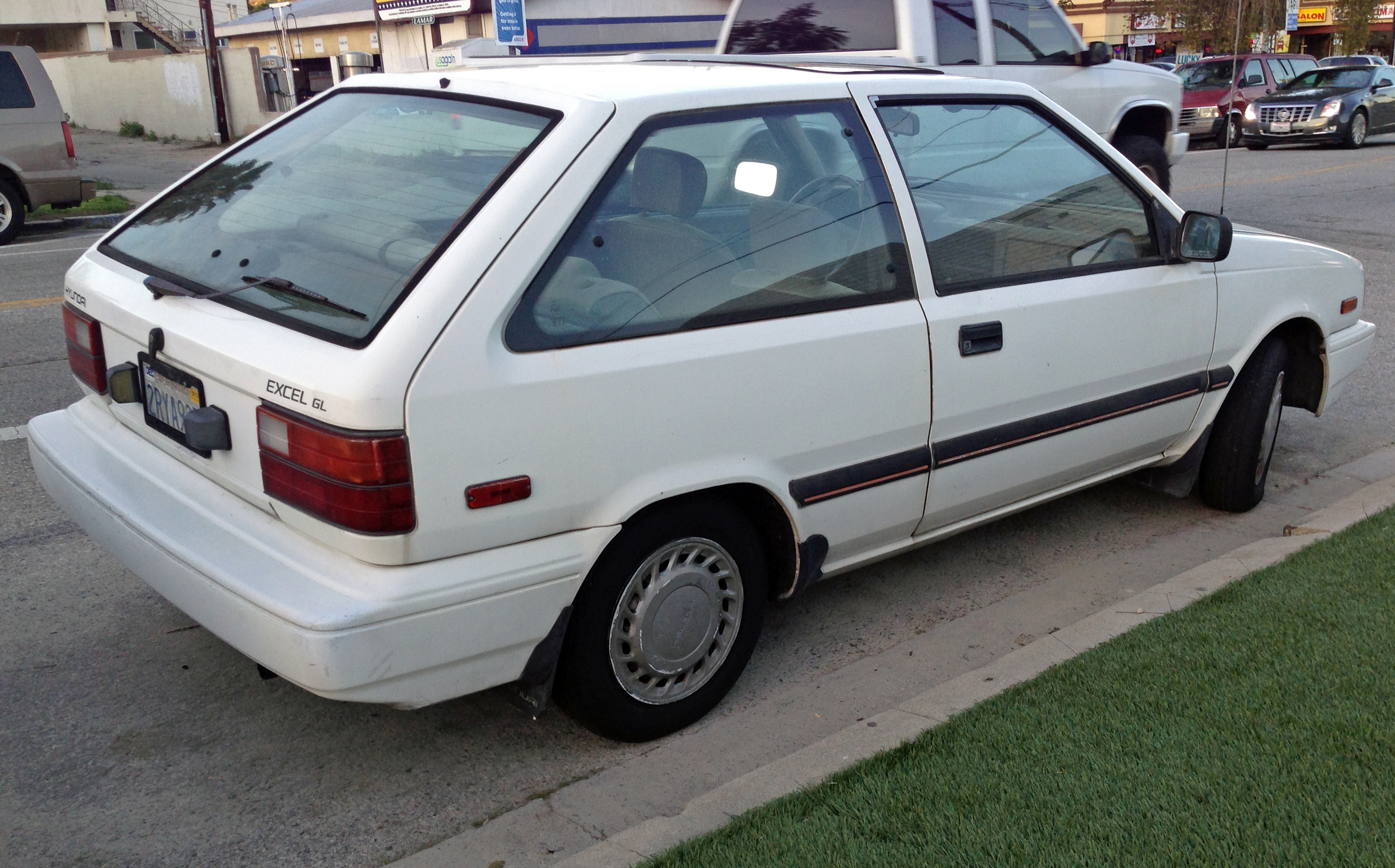
현대 엑셀 스포티 (3도어) 후측면

#### 제원
| 구분                 | 1.6                                                          | 1.5                                                          |
| -------------------- | ------------------------------------------------------------ | ------------------------------------------------------------ |
| 전장 (mm)            | 3,985(3도어 스포티 DX, 5도어) 4,088(3도어 스포티, 5도어 AMX) | 3,985(3도어 스포티 DX, 5도어) 4,088(3도어 스포티, 5도어 AMX) |
| 전폭 (mm)            | 1,595(1985년~1987년) 1,604(1987년~1989년)                    | 1,595(1985년~1987년) 1,604(1987년~1989년)                    |
| 전고 (mm)            | 1,380                                                        | 1,380                                                        |
| 축거 (mm)            | 2,380                                                        | 2,380                                                        |
| 윤거 (전, mm)        | 1,375                                                        | 1,375                                                        |
| 윤거 (후, mm)        | 1,340                                                        | 1,340                                                        |
| 승차 정원            | 4명                                                          | 4명                                                          |
| 변속기               | 수동 4단                                                     | 수동 5단 자동 3단                                            |
| 서스펜션 (전/후)     | 맥퍼슨 스트럿/트레일링 암                                    | 맥퍼슨 스트럿/트레일링 암                                    |
| 구동 형식            | 전륜 구동                                                    | 전륜 구동                                                    |
| 엔진 형식            | G4AG                                                         | G4AJ                                                         |
| 연료                 | 가솔린                                                       | 가솔린                                                       |
| 배기량 (cc)          | 1,298                                                        | 1,468                                                        |
| 최고 출력 (ps/rpm)   | 95/5,500                                                     | 87/5,500                                                     |
| 최대 토크 (kg*m/rpm) | 13.0/3,500                                                   | 12.5/3,500                                                   |
| 연료 탱크 용량 (L)   | 40                                                           | 40                                                           |
| 요소수 탱크 용량 (L) | -                                                            | -                                                            |
| 공차 중량 (kg)       | 1,165/ 1,185                                                 | 1,115/ 1,205/ 1,220                                          |
| 연비 (km/L)          |                                                              | 15.37(수동 5단)                                              |
| 최대적재량 (kg)      | 300(VAN 차량)                                                | 300(VAN 차량)                                                |

## 2세대(X2)

### 엑셀(1989년4월~1991년5월)

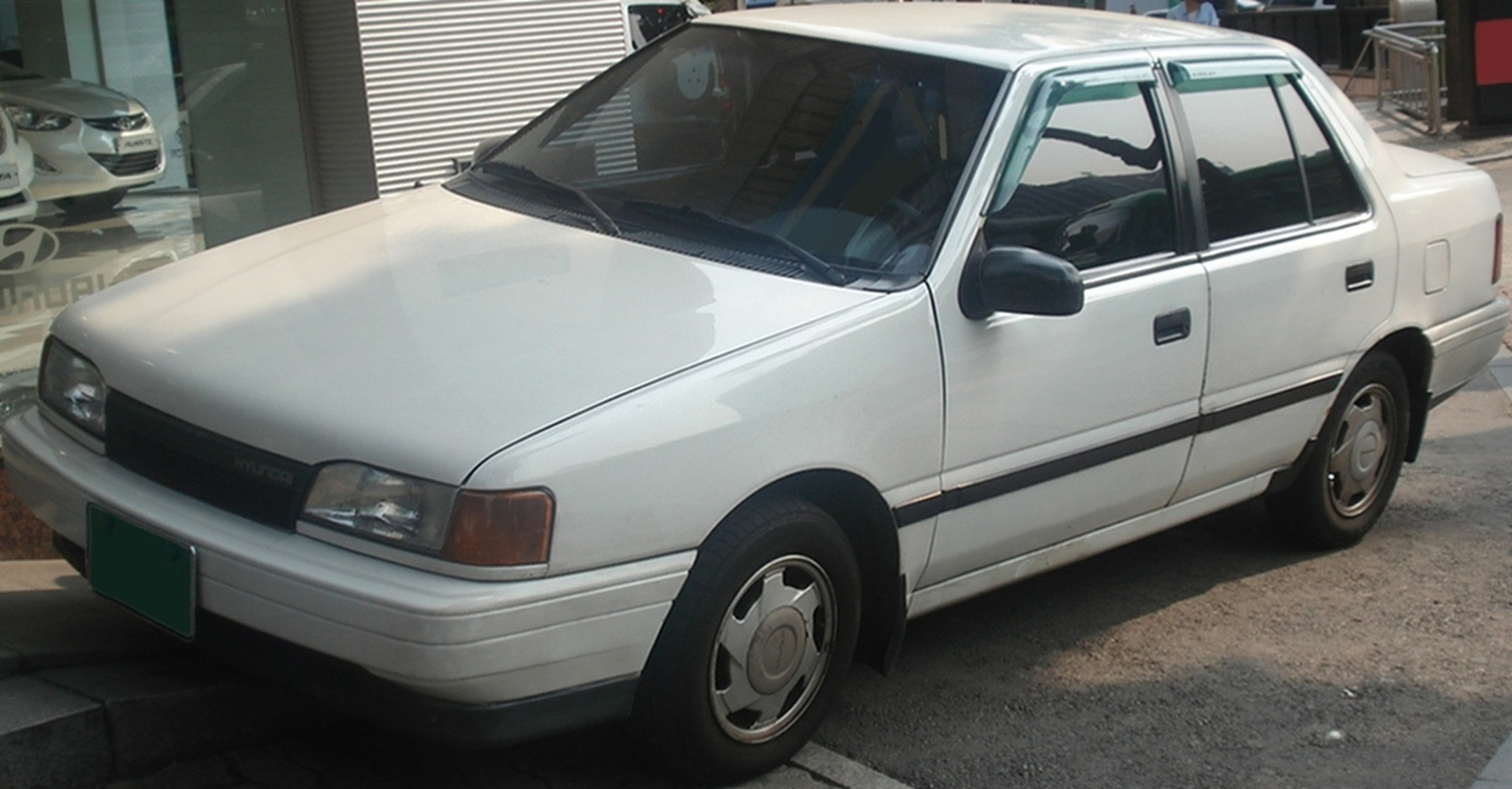
현대 엑셀 (4도어) 정측면

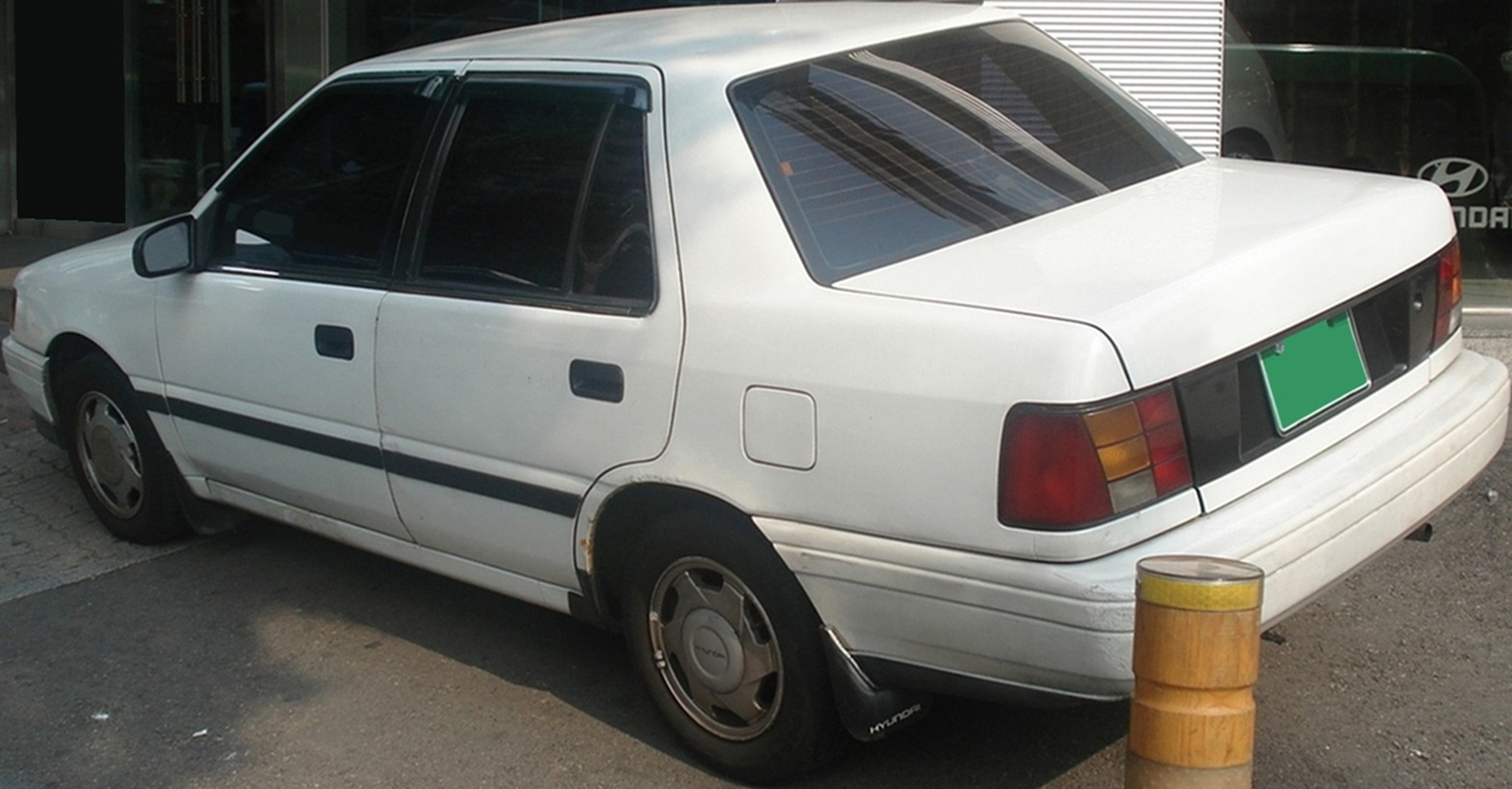
현대 엑셀 (4도어) 후측면

1989년 4월 6일에 페이스리프트를 거친 2세대 엑셀이 선보였다. 세단도 프레스토에서 엑셀로 이름이 바뀌었으며, 당시 아역 배우 김민정이 출연한 광고는 화제가 되기도 했다. 더불어 당시 같이 판매되던 엘란트라, 쏘나타(Y2), 스쿠프 등과도 닮아 나름대로의 패밀리 룩을 형성하였다. 특히 쏘나타(Y2)와 닮은 디자인으로 인해 리틀 쏘나타라는 별명이 있기도 했다. 엔진은 1세대 엑셀과 프레스토의 것을 개량하였으나, 카뷰레터 연료 흡입 방식인 FBC(Feed Back Caburator) 방식 외에도 연료 다중 분사 방식인 MPI(Multi Point Injection) 방식을 채택하여 성능을 향상시켰다. 시트 벨트 착용 경고 장치에 차임 벨이 적용되어 안전 운전에 만전을 기하였으며, 시동 키를 꽃아놓은 채 운전석 도어가 열리면 차임 벨이 작동됨으로써 키가 있음을 알리는 경고 장치도 있었다. 1세대 엑셀처럼 2세대 엑셀 역시 3도어 해치백은 미쓰비시자동차공업에 OEM 공급되어 프레시스라는 차명으로도 판매되었다. 1990년에는 영업용 택시가 판매되었으나 수요는 많지 않았다. 영업용 택시는 오직 수동변속기(4단,5단)만 있었다.

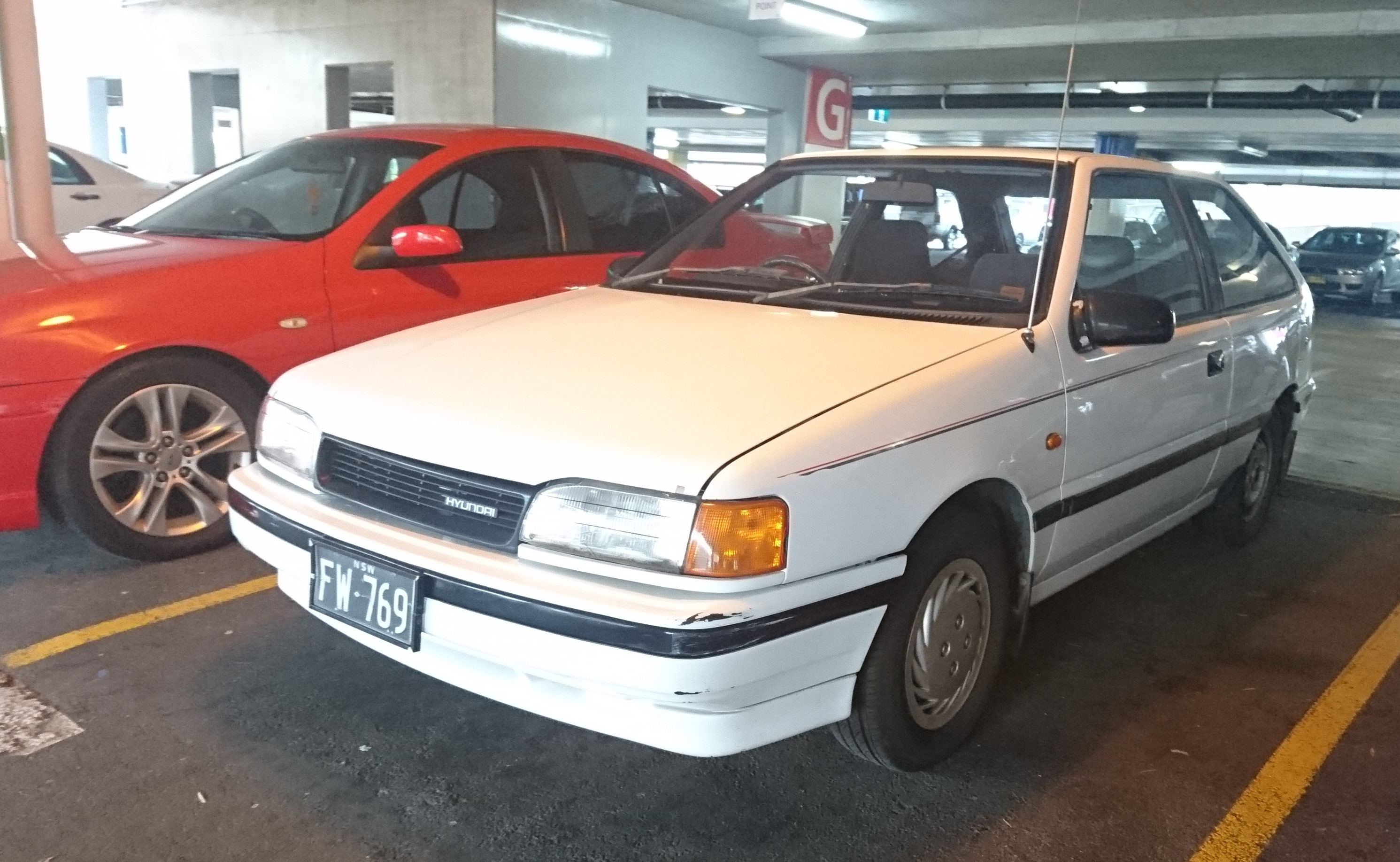
현대 엑셀 (3도어) 정측면
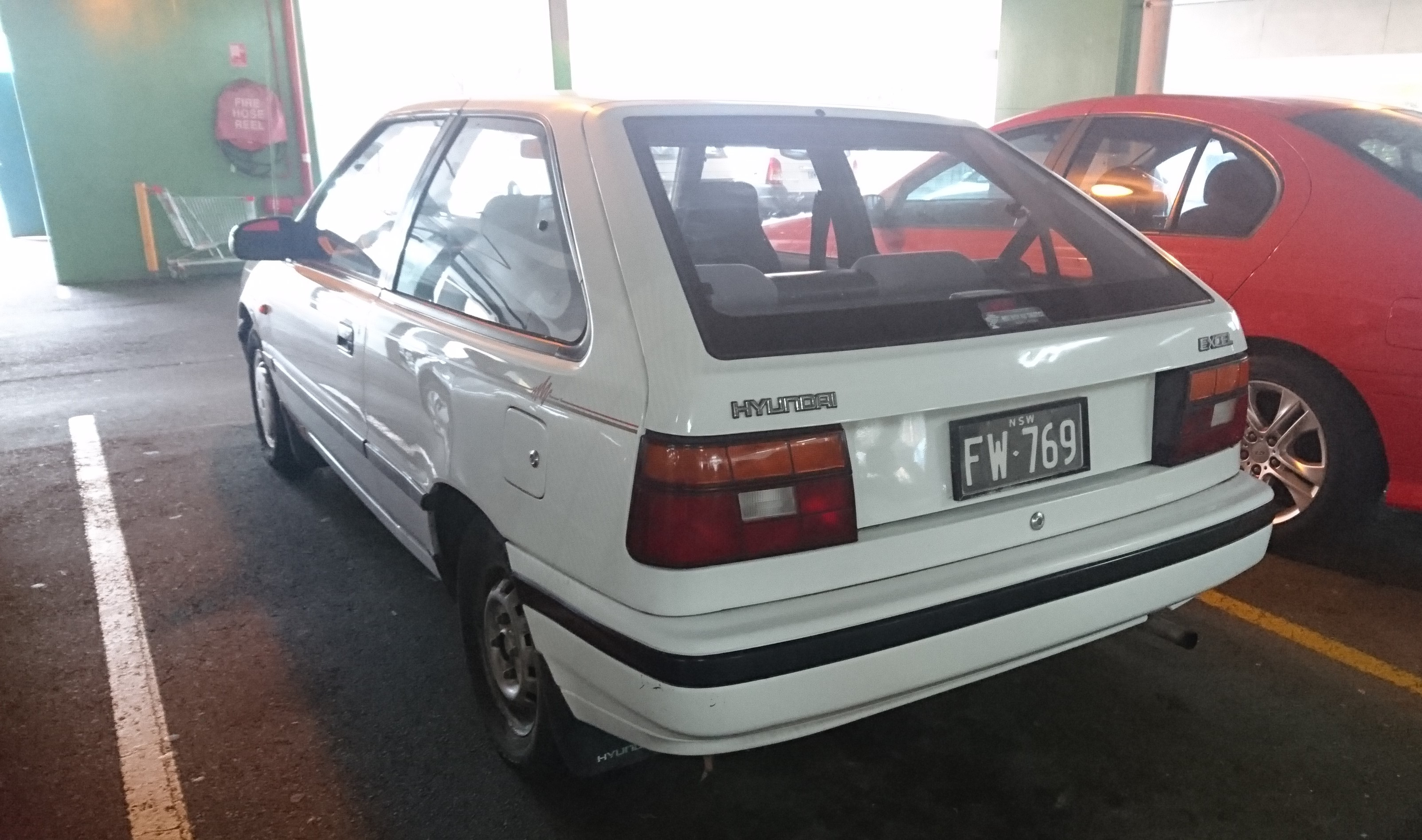
현대 엑셀 (3도어) 후측면

### 뉴 엑셀(1991년5월~1994년7월)

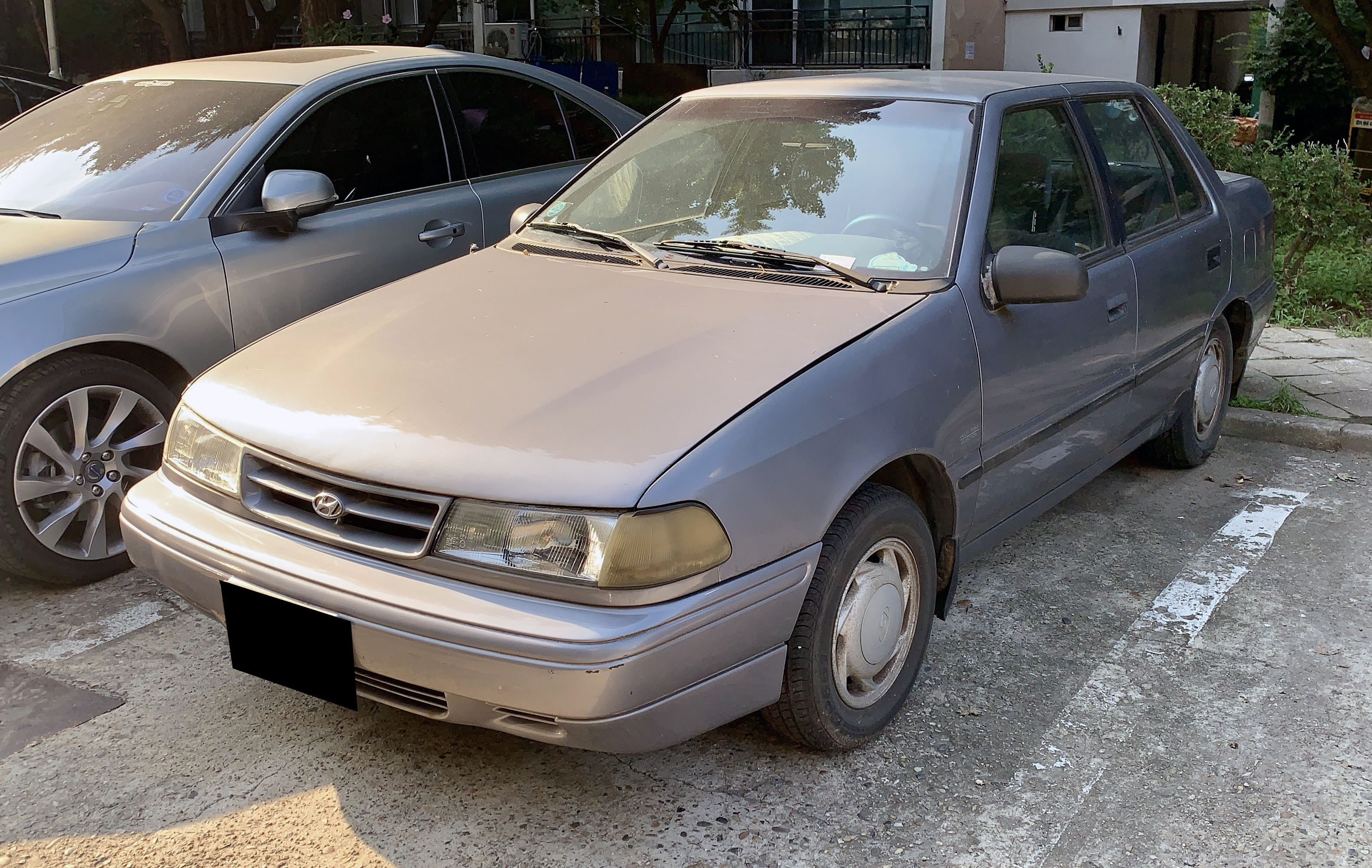
현대 뉴 엑셀 (4도어) 정측면

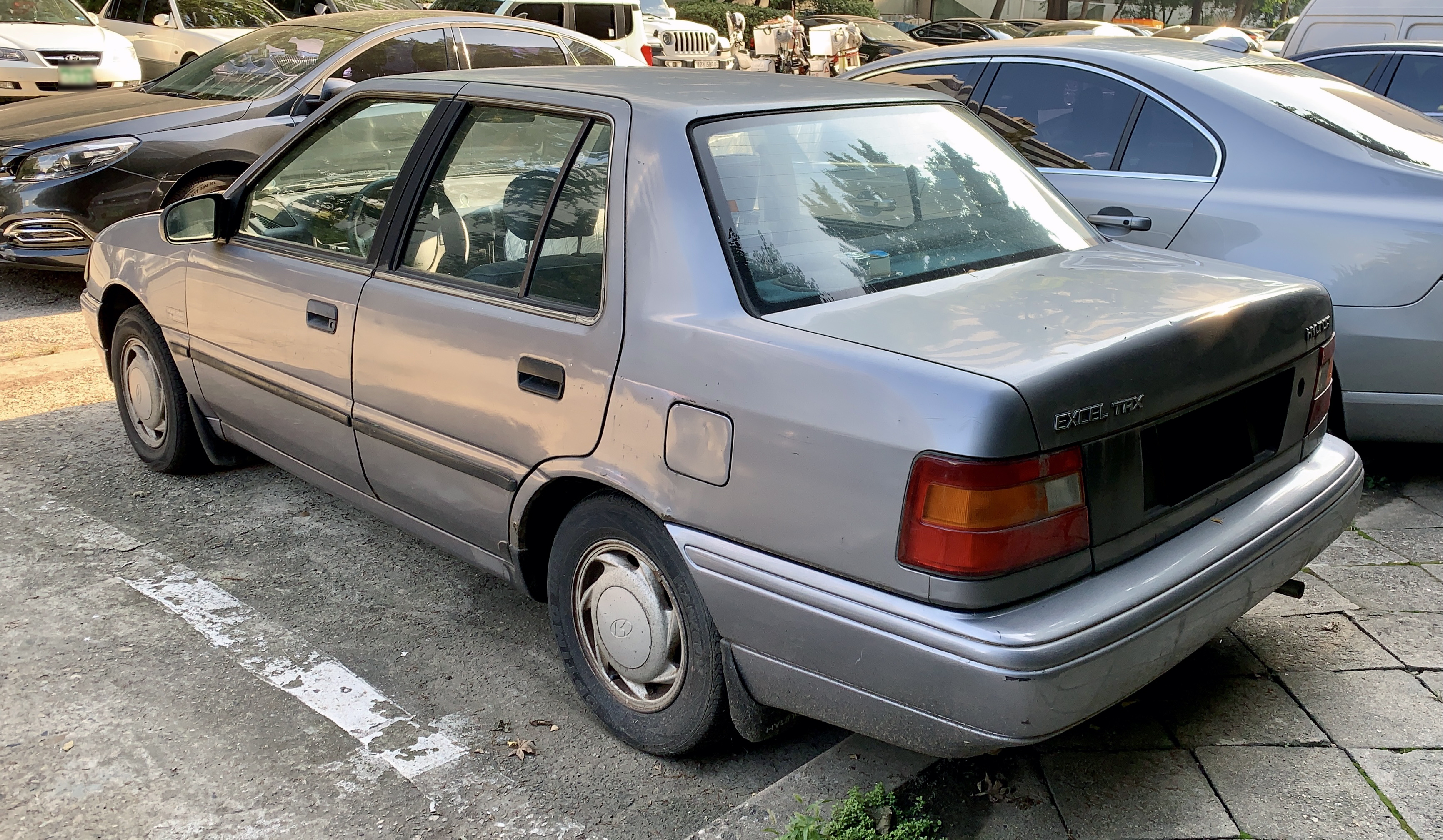
현대 뉴 엑셀 (4도어) 후측면

1991년 5월 7일에는 페이스 리프트를 거친 뉴 엑셀이 선보였다. 이 시점부터 새로운 엠블렘이 적용되었다. 같은 해 7월에는 프레스토를 포함하여 누적 생산이 200만 대를 돌파하였고, 9월에는 3도어 해치백에 뒷좌석을 없애고 화물 칸이 확장된 밴이 출시되었다. 1994년 4월에 현대 엑센트가 나왔지만 현대 엑센트와 병행 생산하되 고급 트림을 없앴으며, 각각 재편되어 가격을 낮추어 단종될 때까지 엑센트로 이관되어, 저가형 소형차로 기존 1.3,1.5 L 트림은 ES, GL 트림은 엑센트 MULTI로, 최상급 중 GLSI 트림은 엑센트 RS, TRX 트림은 엑센트 CS 로 각각 재편되어 가격을 낮추어 단종될 때까지 고급 트림을 없애고, 기존 저가형 소형차로 같은 해 7월에 단종되었다. 그러나 오스트레일리아, 벨기에, 네덜란드 등지에서는 여전히 엑센트(X3)가 엑셀이라는 차명으로 판매되었으며, 프랑스에서는 엑센트(X3)가 포니라는 차명으로 판매되었다. 1세대 엑셀에 비해 품질면에서나 성능면에서 크게 개선되었으나, 기존의 이미지로 인해 대한민국 외의 국가에서는 부진한 판매를 보였다.

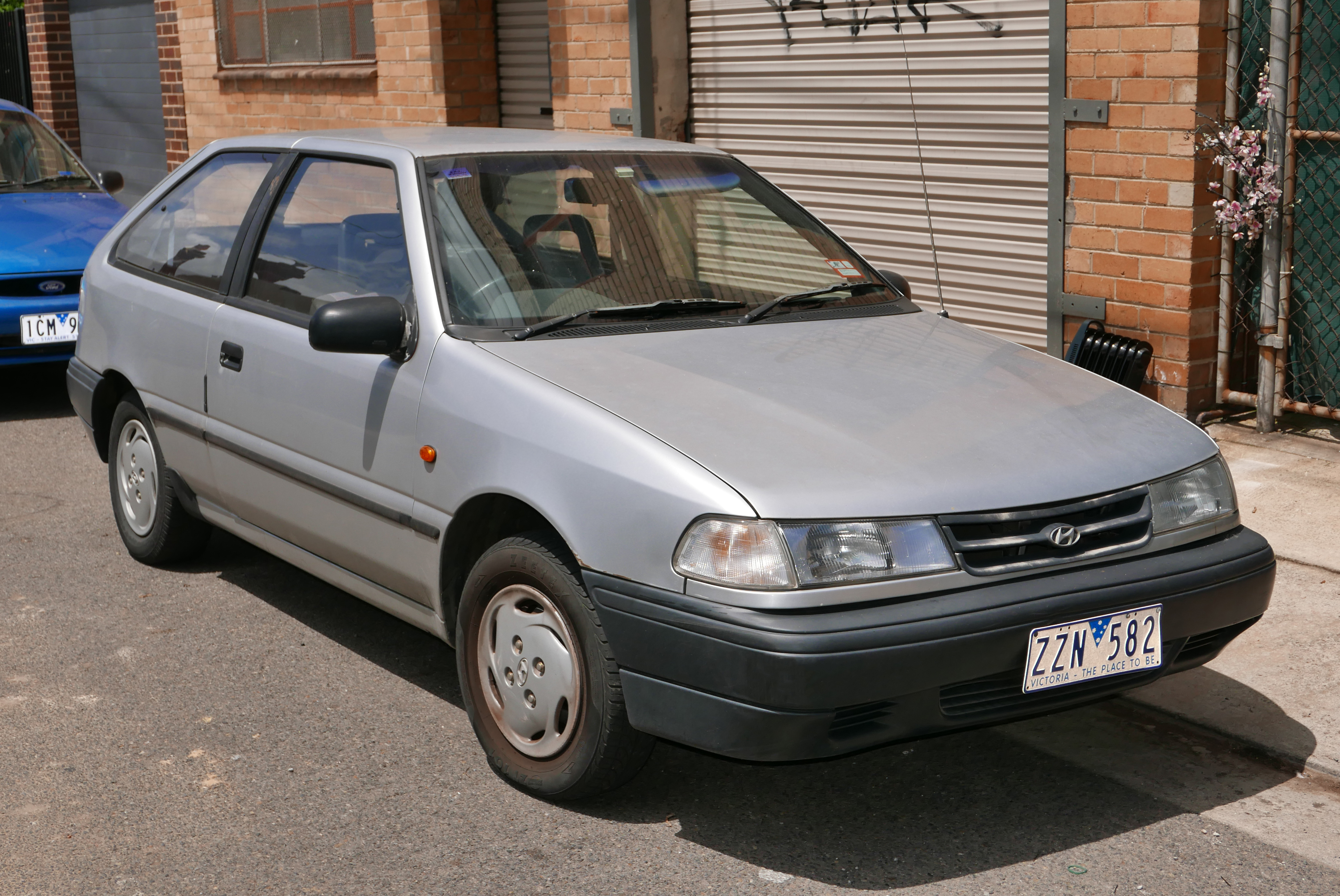
현대 뉴 엑셀 (3도어) 정측면
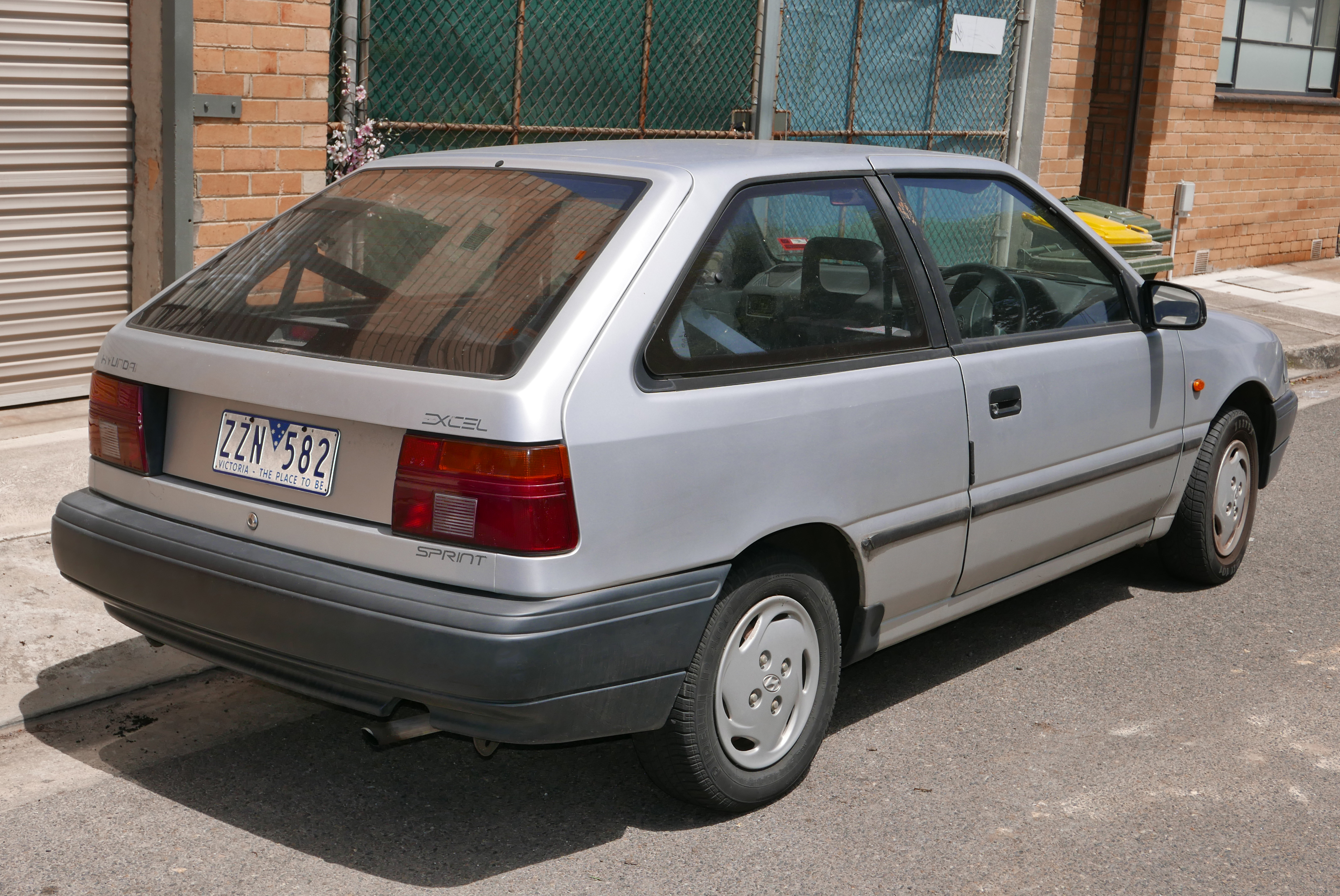
현대 뉴 엑셀 (3도어) 후측면
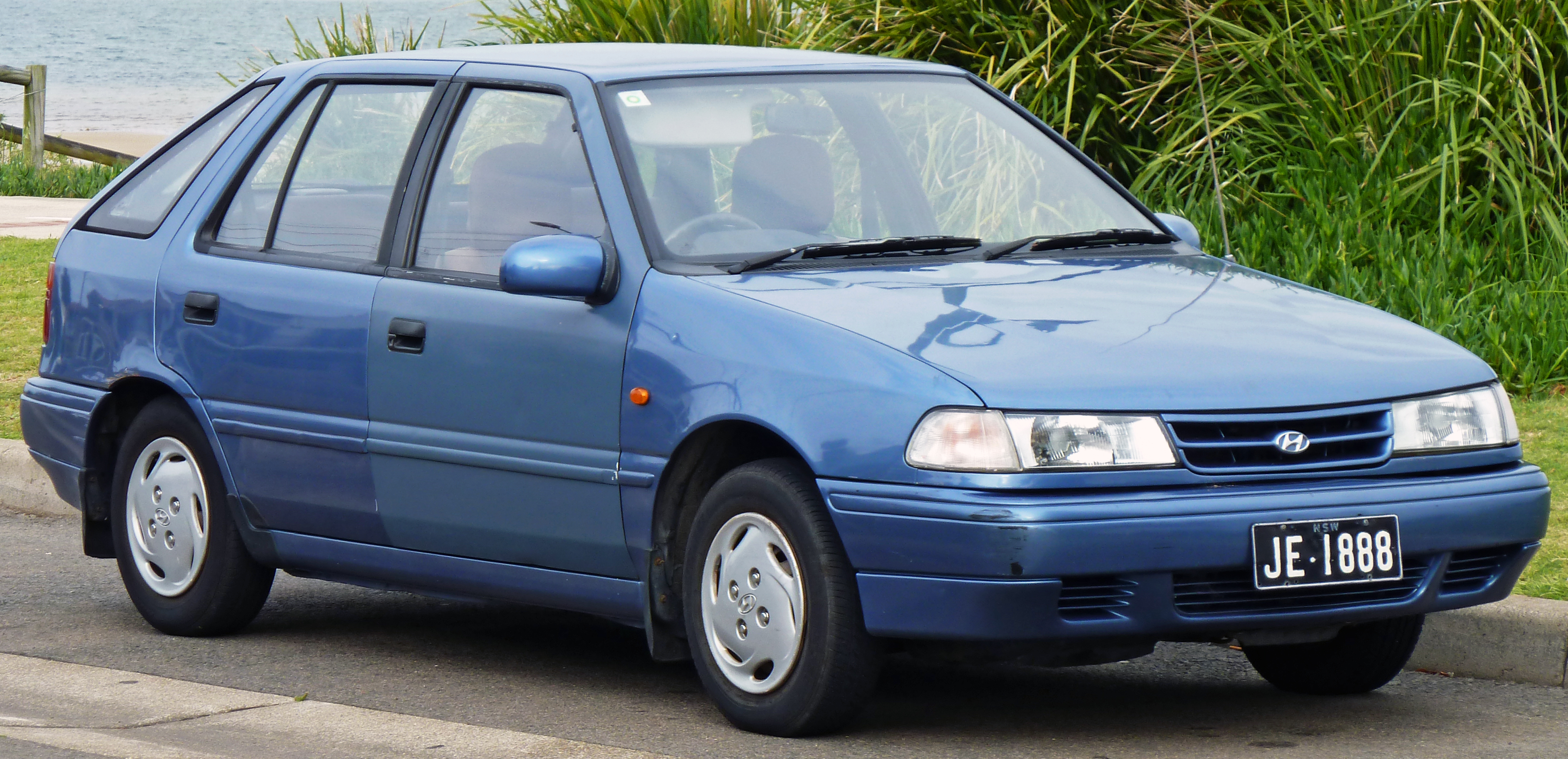
현대 뉴 엑셀 (5도어) 정측면
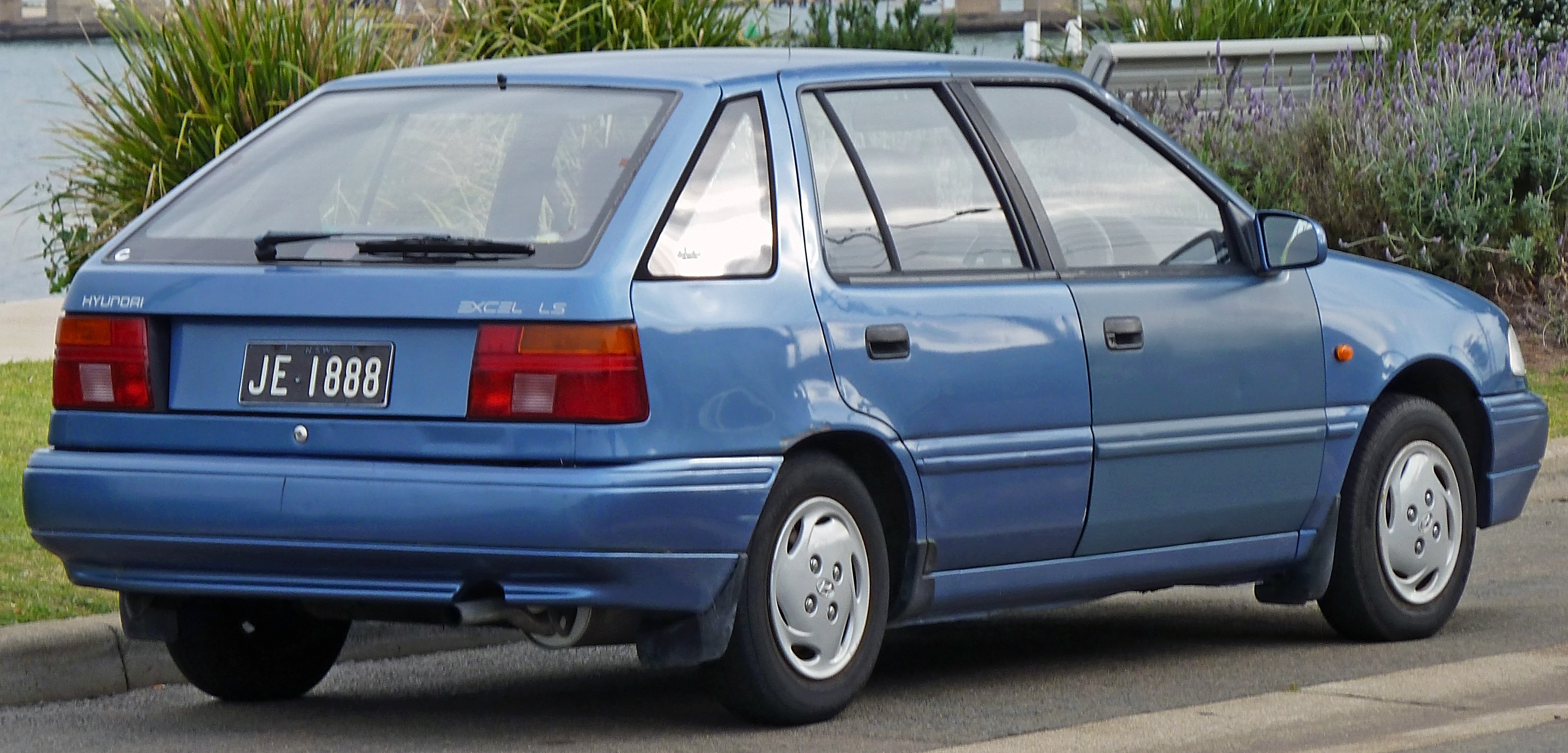
현대 뉴 엑셀 (5도어) 후측면

#### 제원
| 구분                 | 1.3 FBC                           | 1.5 FBC                               | 1.5 MPI                               |
| -------------------- | --------------------------------- | ------------------------------------- | ------------------------------------- |
| 전장 (mm)            | 4,100(3도어, 5도어) 4,275(4도어)  | 4,100(3도어, 5도어) 4,275(4도어)      | 4,100(3도어, 5도어) 4,275(4도어)      |
| 전폭 (mm)            | 1,605                             | 1,605                                 | 1,605                                 |
| 전고 (mm)            | 1,385                             | 1,385                                 | 1,385                                 |
| 축거 (mm)            | 2,385                             | 2,385                                 | 2,385                                 |
| 윤거 (전, mm)        | 1,390                             | 1,390                                 | 1,390                                 |
| 윤거 (후, mm)        | 1,340                             | 1,340                                 | 1,340                                 |
| 승차 정원            | 2명(밴) 4명                       | 2명(밴) 4명                           | 2명(밴) 4명                           |
| 변속기               | 수동 4단                          | 수동 4단 수동 5단 자동 3단            | 수동 5단 자동 4단                     |
| 서스펜션 (전/후)     | 맥퍼슨 스트럿/트레일링 암         | 맥퍼슨 스트럿/트레일링 암             | 맥퍼슨 스트럿/트레일링 암             |
| 구동 형식            | 전륜 구동                         | 전륜 구동                             | 전륜 구동                             |
| 연료                 | 가솔린                            | 가솔린                                | 가솔린                                |
| 엔진 형식            | G4DG                              | G4DJ                                  | G4DJ                                  |
| 배기량 (cc)          | 1,298                             | 1,468                                 | 1,468                                 |
| 최고 출력 (ps/rpm)   | 82/5,500 (이후 72/5,500으로 변경) | 86/5,000 (이후 74/5,500으로 변경)     | 97/5,500 (이후 90/5,500으로 변경)     |
| 최대 토크 (kg*m/rpm) | 12.1/3,500                        | 13.9/2,500 (이후 13.1/3,000으로 변경) | 14.3/3,000 (이후 13.5/3,000으로 변경) |
| 공차 중량 (kg)       | 955(수동 4단)                     | 961(수동 5단)                         | 989(수동 5단)                         |
| 연비 (km/L)          | 16.0(수동 4단)                    | 16.32(수동 5단)                       | 15.37(수동 5단)                       |
| 최대적재량 (kg)      | 300(VAN 차량)                     | 300(VAN 차량)                         | 300(VAN 차량)                         |

## 연혁
- 1985년 2월 : 1세대 포니 엑셀(5도어) 시판
- 1985년 7월 : 프레스토(4도어) 시판
- 1986년 9월 : 차명이 포니 엑셀에서 엑셀로 변경
- 1986년 9월 : 미국 판매형 엑셀 AMX, 프레스토 AMX 시판
- 1986년 9월 : 엑셀 스포트(3도어) 시판(이후 엑셀 스포티로 차명 변경)
- 1987년 2월 : 선루프와 ETR 카오디오를 장착한 프레스토 시판
- 1987년 7월 : 대한민국의 무연 휘발유 공급에 따른 대한민국 내의 무연 휘발유 사양(배기가스 정화 장치가 장착되었으며, 엔진의 재질과 코팅이 유연 휘발유 사양과는 다른 것) 시판(같은 시기 경쟁 차종이었던 기아 프라이드와 대우 르망도 이와 동일하며, 이후 유연 휘발유 사양 단종)
- 1987년 11월 : 엑셀 스포티 단종
- 1988년 7월 : 100만 대 생산 돌파
- 1989년 4월 : 2세대 엑셀 시판
- 1989년 8월 : 엑셀 TRX(Top Range eXcel) 시판
- 1990년 1월 : 엑셀 3도어, 5도어 해치백 시판
- 1990년 : 영업용 택시 생산, 판매 개시
- 1990년 11월 : 라디에이터 그릴, 휠 커버 등이 바뀐 이어 모델 시판
- 1991년 2월 : 최하위 그레이드 엑셀 Rs 시판
- 1991년 5월 : 페이스 리프트된 뉴 엑셀 골드 시판
- 1991년 7월 : 뉴 엑셀 3도어, 5도어 해치백 시판
- 1991년 7월 : 200만대 생산 돌파
- 1991년 8월 : 이어 모델 출시
- 1991년 9월 : 엑셀 밴 시판
- 1992년 10월 : 창사 25주년 기념 엑셀 골드 스페셜 팩 시판 (9,000대 한정 시판)
- 1993년 7월 : 엑셀 4도어 1.3 GLSi, 5도어 1.5 GSli 시판
- 1994년 4월 : 후속 차종인 엑센트 출시, 당분간 엑센트와 병행 생산으로 각각 재편되어 가격을 낮추어 단종될 때까지 저가형 소형차로 생산
- 1994년 7월 : 단종

## 라인업

### X(1세대)
포니 엑셀/엑셀
- STD《5도어》
- 1.3(고급형, DX)《5도어》
- 1.5 DX《3도어》
- FX《5도어》
- SUPER《3도어, 5도어》
- AMX(고급형, 슈퍼형)《5도어》
- 스포티(고급형, 슈퍼형)《3도어》

### X2(2세대)
엑셀
- L《4도어》
- GL《4도어, 5도어》
- GLS《3도어, 4도어, 5도어》
- GLSi《4도어》
- TRX《4도어》

뉴 엑셀
- L《4도어》
- GL《4도어, 5도어》
- GLSi《4도어》
- TRX《4도어》
- 스페셜 에디션《3도어,4도어,5도어》
- GS《3도어,5도어》
- GSD《3도어,5도어》
- GSXI《3도어,5도어》